# Scopula approbata
Scopula approbata är en fjärilsart som beskrevs av W. Warren 1900. Scopula approbata ingår i släktet Scopula och familjen mätare. Inga underarter finns listade.